# Vishmi Gunaratne
Rajapaksha Mudiyanselage Vishmi Dewmini Gunarathne (singhalesisch රාජපක්ෂ මුදියන්සේලාගේ විශ්මි දෙව්මිණි ගුණරත්න; * 22. August 2005 in Sri Lanka) ist eine sri-lankische Cricketspielerin, die seit 2022 für die sri-lankische Nationalmannschaft spielt.

## Kindheit und Ausbildung
Gunarathne stach im U19-Inter-Schul-Cricket-Turnier heraus, als ihr für Rathnavali Balika Vidyalaya spielend mit 417 Runs aus 128 Bällen ein sri-lankischer Rekord gelang.

## Aktive Karriere
Ihr Debüt in der Nationalmannschaft gab sie beim Commonwealth Games Women’s Cricket Competition Qualifiers 2022 gegen Schottland. Im Juli 2022 absolvierte sie auch ihr erstes WODI gegen Indien. Kurz darauf wurde sie für die Commonwealth Games 2022 nominiert, konnte dort jedoch nicht herausstechen. Auch erhielt sie eine Nominierung für den ICC Women’s T20 World Cup 2023 in Südafrika. Dort gelangen ihr unter anderem gegen den Gastgeber 35 Runs.